# Latzulita
|  | No s'ha de confondre amb Latzurita. |

La latzulita és un mineral de la classe dels fosfats. Va ser descoberta l'any 1795 a Freßnitzgraben (Estíria, Àustria), en un jaciment on també s'hi troba wagnerita. El nom li va posar Marten H. Klaproth, de l'àrab azraqun (blau) i del grec lithos (pedra). Pertany i dona nom al grup lazulita de minerals.

## Característiques
La lazulita és un hidroxi-fosfat d'alumini, ferro i magnesi. Els seus cristalls són de color blau intens, característica per la qual se li va posar nom. És un mineral fàcil de reconèixer per l'hàbit dels cristalls, clarament bipiramidals. No s'ha de confondre amb el mineral latzurita, un silicat, ni amb l'atzurita, un carbonat, amb els quals només coincideixen etimològicament, ja que els tres tenen color blau. La lazulita és l'anàleg amb magnesi de l'scorzalita. Sinònims poc usats d'aquest mineral són: berkeyita, gersbyita, mollita, tetragophosphita i voraulita.
Segons la classificació de Nickel-Strunz, la latzulita pertany a «08.BA: Fosfats, etc. amb anions addicionals, sense H₂O, només amb cations de mida mitjana, (OH, etc.):RO₄ sobre 1:1» juntament amb els següents minerals: ambligonita, montebrasita, tavorita, triplita, zwieselita, sarkinita, triploidita, wagnerita, wolfeïta, stanĕkita, joosteïta, hidroxilwagnerita, arsenowagnerita, holtedahlita, satterlyita, althausita, adamita, eveïta, libethenita, olivenita, zincolibethenita, zincolivenita, auriacusita, paradamita, tarbuttita, barbosalita, hentschelita, scorzalita, wilhelmkleinita, trol·leïta, namibita, fosfoel·lenbergerita, urusovita, theoparacelsita, turanita, stoiberita, fingerita, averievita, lipscombita, richel·lita i zinclipscombita.

## Formació
Apareix en roques metamòrfiques de tipus quarsita, on pot aparèixer associada a altres minerals com sil·limanita, quars, pirofil·lita, moscovita, cianita, minerals del grup dels granats, dumortierita o corindó. També s'hi pot trobar en roques ígnies: en les vores de complexos de granit i pegmatites, així com en filons de quars on apareix associada a altres minerals com rútil i andalusita. Degut a la seva duresa és també comú trobar-la en dipòsits al·luvials. Als territoris de parla catalana ha estat descrita al Cap de Creus (Alt Empordà).

## Varietats
Es coneix una varietat anomenada calciolazulita, que com el seu nom indica es tracta d'una lazulita amb contingut de calci. També és probable que es tracti de lazulita amb impureses d'aquest element.

## Grup latzulita
El grup latzulita està format per cinc espècies minerals.
| Espècie         | Fórmula              |
| --------------- | -------------------- |
| Barbosalita     | Fe2+Fe3+₂(PO₄)₂(OH)₂ |
| Hentschelita    | CuFe3+₂(PO₄)₂(OH)₂   |
| Latzulita       | MgAl₂(PO₄)₂(OH)₂     |
| Scorzalita      | Fe2+Al₂(PO₄)₂(OH)₂   |
| Wilhelmkleinita | ZnFe3+₂(AsO₄)₂(OH)₂  |